# Матющенко, Пётр Афанасьевич
Пётр Афанасьевич Матющенко (1918—1945) — старший сержант Рабоче-крестьянской Красной Армии, участник Великой Отечественной войны, Герой Советского Союза (1946).

## Биография
Пётр Матющенко родился в 1918 году в селе Волокитино (ныне — Путивльский район Сумской области Украины). После окончания начальной школы он работал в колхозе. Окончил курсы бухгалтеров. В 1939 году Матющенко был призван на службу в Рабоче-крестьянскую Красную Армию. С 22 июня 1941 года — на фронтах Великой Отечественной войны: с 22 июня 1941 года — Юго-западный фронт, с 10 июля 1942 года — Сталинградский фронт, с 19 ноября — Донской фронт, с 16 апреля 1943 года — Воронежский фронт, с 15 июля 1943 года — Степной фронт, с 30 октября 1943 года — 2-й Украинский фронт.
21 августа 1942 года, в районе совхоза Приволжский Красноармейского района Сталинградской области, работая наводчиком орудия 7-й батареи 65-го гвардейского артиллерийского полка уничтожил 1 средний танк и 1 автомашину с пехотой противника.
В бою 9 марта 1944 года в районе высоты 215,1, находясь в расположении боевых порядков пехоты, лично сам вел огонь прямой наводкой из своего орудия по противнику, при этом подбил 2 танка и 1 бронетранспортёр, а также подавил огонь станкового пулемёта.
К ноябрю 1944 года гвардии старший сержант Пётр Матющенко командовал орудием 65-го гвардейского артиллерийского полка 36-й гвардейской стрелковой дивизии 7-й гвардейской армии 2-го Украинского фронта. Отличился во время освобождения Венгрии. 24 ноября 1944 года во время боя за освобождение города Хатван он из своего орудия поджёг тяжёлый танк Тигр и следом за ним подбил ещё один танк и бронетранспортёр противника, после чего перенёс огонь на пушки и пехоту противника. 5 декабря 1944 года в бою на шоссе, ведшем в город Асод, Матющенко лично сам произвёл наводку уничтожил ещё два танка противника. 6 января 1945 года огнём своего орудия уничтожил самоходное орудие врага. 26 января 1945 года он погиб в бою. Похоронен в венгерском городе Дунафёльдвар.
Указом Президиума Верховного Совета СССР от 15 мая 1946 года за «образцовое выполнение боевых заданий командования на фронте борьбы с немецкими захватчиками и проявленные при этом отвагу и геройство» гвардии старший сержант Пётр Матющенко посмертно был удостоен высокого звания Героя Советского Союза.

## Награды
- Герой Советского Союза (15.05.1946, медаль «Золотая Звезда»)[4];
- Орден Ленина (15.05.1946)[4];
- Орден Красной Звезды (09.09.1943)[5];
- Орден Славы III степени (24.03.1944)[2];
- Две медали «За отвагу» (25.01.1943[6], 03.02.1943[7]);
- Медаль «За боевые заслуги» (28.09.1942)[3];
- Медаль «За оборону Сталинграда»[4].